# Ngô nếp
Ngô nếp hay ngô sáp, bắp nếp là giống ngô có đặc tính dính hơn ngô thông thường, do thành phần tinh bột chủ yếu là amylopectin.
Trong hạt ngô thông thường, tinh bột được cấu tạo từ các phân tử polysaccharid mạch nhánh (amylopectin) và mạch thẳng (amylose).
--Amylose:
là polysaccharide mạch thẳng được cấu tạo nên từ các phân tử α-D-glucose nhờ
các liên kết α-1,4-glucoside. Amylose được tạo ra từ 500-1000 phân tử α-D-glucose
hoặc có khi chỉ khoảng 250-300 phân tử. Chuỗi phân tử glucose xoắn lại với nhau
theo hình xoắn lò xo. Sự hình thành dạng xoắn lò xo là do sự hình thành các
liên kết hydro giữa các phân tử gluco. Mỗi vòng xoắn có 6 đơn vị gluco và được
duy trì bởi liên kết hydro với các dòng xoắn kề bên. Khoảng không gian giữa các
vòng xoắn có kích thước phù hợp cho một số phân tử khác có thể liên kết vào, ví
dụ như iodine. Khi phân tử iodine liên kết vào vòng xoắn sẽ làm cho các phân tử
gluco thay đổi vị trí và tạo nên phức màu xanh thẫm đặc trưng. Ái lực của
amylose với iodine phụ thuộc tuyến tính với chiều dài mạch polymer.
-  Amylopectin có cấu tạo phức tạp hơn
amylo. Tham gia cấu tạo của
amylopectin có khoảng 500,000 đến 1 triệu phân tử α-D-gluco liên kết với nhau, được
nối với nhau bởi liên kết α-1,4-glucoside và α-1,6-glucoside tạo thành mạch có
nhiều nhánh.
Cứ
khoảng 24-30 đơn vị gluco trên mạch sẽ có 1 liên kết α-1,6 glucoside để tạo mạch
nhánh. Trên mạch nhánh cấp 1 lại hình thành mạch nhánh cấp 2, cứ như vậy phân tử
amylopectin phân nhánh nhiều cấp rất phức tạp.  Amylopectin cho màu đỏ với iod, hòa tan trong
nước nóng tới 60-90% cho dung dịch có độ nhớt cao.
Người
ta có thể phân biệt được amylose và amylopectin dựa trên sự khác nhau về khối
lượng phân tử; cũng như về khả năng gắn kết đặc hiệu với dung dịch iodine.
Amylopectin có phân tử lượng trong khoảng 107 đến 108;
trong khi phân tử lượng của amylose chỉ khoảng 5x105 đến 106.
Ở nhiệt độ 200C, khả năng gắn của amylopectin với iodine chỉ khoảng
0,2 % khối lượng trong khi amylose là 20% khối lượng.
Một
điểm khác nhau quan trọng giữa amylose và amylopectin là các chất có thể liên kết
với chúng. Bản chất hoá học của amylose cho thấy nó có thể kết hợp với các phân
tử kị nước nhỏ. Nhiều nghiên cứu cho thấy, amylose(đặc biệt từ ngũ cốc) có thể
kết hợp với một lượng tương đối lớn lipid. Khác với amylose, amylopectin có thể
có các liên kết cộng hoá trị với phosphate, đặc biệt là amylopectin từ các loại
củ.
Như
vậy người ta có thể tách phân đoạn amylose và amylopectin dựa trên sự khác biệt
về khả năng gắn kết hoặc dựa trên sự khác nhau về kích thước phân tử của chúng
- Dạng xoắn của amylose chỉ tạo thành trong dung dịch ở nhiệt độ thường. Khi ở nhiệt độ cao chuỗi xoắn sẽ bị duỗi thẳng ra và không có khả năng liên kết với các phân tử khác.

Trong ngô và một số loại ngũ cốc, khối lượng phân tử tinh bột nằm ở mức giữa khối lượng phân tử amylose và amylopectin. Loại tinh bột này chứa chuỗi liên kết (1–4) alpha-D-anhydroglucose, tuy nhiên chiều dài trung bình của các chuỗi này và số chuỗi trên mỗi phân tử thì khác nhau khác nhau tùy thuộc hàm lượng amylopectin và amylose. Một số nghiên cứu cho thấy trong tinh bột ngô thông thường chứa 5 đến 7% các polysaccharid trung gian.
Trong các loài thực vật tạo tinh bột, gen "nếp" là gen trội.